# Веселе (Краснопільська селищна громада)
Весе́ле —  село в Україні, у Краснопільській селищній громаді Сумського району Сумської області. Населення становить 160 осіб. До 2016 орган місцевого самоврядування — Хмелівська сільська рада.

## Географія
Село Веселе розташоване на правому березі річки Дернова, неподалік від її витоків, нижче за течією на відстані 2 км розташоване село Лозове.

## Історія
- 1712 - дата заснування[1].
- Село постраждало внаслідок геноциду українського народу, проведеного урядом СССР 1923-1933 та 1946-1947 роках.
- 12 червня 2020 року, відповідно до розпорядження Кабінету Міністрів України № 723-р «Про визначення адміністративних центрів та затвердження територій територіальних громад Сумської області», село увійшло до складу Краснопільської селищної громади[2].
- 19 липня 2020 року, в результаті адміністративно-територіальної реформи та ліквідації Краснопільського району, увійшло до складу новоутвореного Сумського району[3].

## Відомі особи
Бабенко Дмитро Сергійович — український військовик, учасник російсько-української війни.